# Melikset Khachiyan
Melikset Khachiyan (armenisch Մելիքսեթ Խաչիյան Melikset Chatschijan; * 6. Juli 1970 in Baku) ist ein armenisch-amerikanischer Schachspieler und -trainer.

## Leben
Khachiyan erlernte die Schachregeln als Achtjähriger. Er machte sehr schnelle Fortschritte und gewann als Zehnjähriger die Juniorenmeisterschaft von Baku. Im selben Alter erreichte er die Erste Kategorie in der damaligen sowjetischen Spielstärkenbestimmung, zwei Jahre später avancierte er zum sowjetischen Meisterkandidaten und erhielt 1990 den sowjetischen Meistertitel.
In den Jahren 1983–84 war Khachiyan Mitglied der Schachschule von Ex-Weltmeister Tigran Petrosjan. Weitere Trainer von ihm waren Alexander Nikitin und Alexander Schakarow, beides ehemalige Trainer des Ex-Weltmeisters Garri Kasparow. Später wurde Khachiyan selbst ein bekannter Schachtrainer. In Armenien arbeitete er von 1990 bis 1997 mit Lewon Aronjan, in den USA betreut er unter anderem seit 2010 die Nationalmannschaft der Frauen.
Khachiyan wurde 1995 der Titel Internationaler Meister verliehen, im Jahr 2006 der Großmeistertitel. Im Jahr 1996 spielte er für Armenien (zweite Mannschaft) bei der Schacholympiade in Jerewan (+3 =1 −4). 1997 nahm er für die armenische Nationalmannschaft an der Mannschaftsweltmeisterschaft in Luzern teil und errang Mannschafts-Bronze.
Im Jahr 2001 emigrierte Khachiyan in die Vereinigten Staaten von Amerika. Er lebt in Glendale im Bundesstaat Kalifornien. Seit 2003 ist er für den US-Schachverband spielberechtigt.
In der United States Chess League spielte Khachiyan von 2010 bis 2014 für die Mannschaft von Los Angeles Vibe, dabei erhielt er 2011 für seine Gewinnpartie gegen Ioan-Cristian Chirilă den Preis Game of the Year (Partie des Jahres). Im Juli 2023 gewann er die Seniorenmeisterschaft der USA.

## Trainerlaufbahn
Bereits Anfang der 1990er Jahre begann Khachiyan als Trainer zu arbeiten. Ihm wurden ehrenhalber Trainertitel sowohl des armenischen als auch des moldawischen Schachbundes verliehen. Unter seinen Schülern befinden sich sechs Jugendweltmeister: Almira Skriptschenko, die er bis 1992 trainierte, Lewon Aronjan, der 1991 bis 1997 sein Schützling war, Elina Danieljan, mit der er 1991 bis 1994 zusammenarbeitete, sowie die US-amerikanischen Jugendweltmeister Steven Zierk, Kayden Troff und Annie Wang, mit denen er nach seiner Emigration in die USA trainierte.